# Sven Christer Swahn
Sven Peder Christer Swahn, född 3 augusti 1933 i Karlskrona, död 15 januari 2005 i Limhamn, var en svensk författare, översättare, litteraturkritiker och litteraturvetare. 

## Biografi
Sven Christer Swahn var son till Sven-Öjvind Swahn, bror till Jan-Öjvind Swahn, make till Sigbrit Swahn och far till Jan Henrik Swahn. Efter studentexamen vid Karlskrona högre allmänna läroverk studerade Swahn vid Lunds universitet och disputerade 1971 för filosofie doktorsgrad i litteraturhistoria på en avhandling om skalden Jacob Frese. Han var svensk lektor vid universitetet i Köpenhamn 1960–1966 men verkade i övrigt som poet, novellist, romanförfattare, ungdomsbokförfattare och dramatiker. Han skrev flera pjäser för teaterscenen och radioteatern. Han var litteraturkritiker i Sydsvenska Dagbladet och översättare av lyrik och skönlitteratur för barn och vuxna. Bland hans verk finns psykologiskt realistiska romaner som Pinan (öknamn på staden Karlskrona) och Ett monsters memoarer. Han författade också sf-böcker i och om genren och var redaktör för bokserien Science fiction & fantastica 1973–1975. En studie 7 x framtiden är en litterär analys på svenska i denna genre. Andra exempel är debattromaner, rysare, fantasy och en kriminalroman, Hotbilden.
Han var också en flitig översättare. Volymmässigt dominerade ungdomsböckerna, men han har också översatt poesi - bland annat Shakespeares och Keats sonetter – och sf- och fantasyböcker som Ursula K. Le Guins ursprungliga Övärlden-trilogi och Audrey Niffeneggers Tidsresenärens hustru. Swahn är gravsatt i minneslunden på Limhamns kyrkogård.

### Romaner
- 1960 – Bäste bror
- 1962 – I ondo
- 1963 – Pinan
- 1964 – Närmare dig
- 1966 – Det är klart att man har sitt arbete och sin goda inkomst
- 1971 – Offentlig inrättning
- 1977 – Ljuset från Alfa Centauri
- 1978 – Förmedlarna
- 1979 – Jag lovar dig
- 1982 – Nina och Lena
- 1986 – Oktogon. Episodroman
- 1987 – Stenbrottet
- 1991 – Hotbilden
- 2002 – Ett monsters memoarer

### Novellsamlingar
- 1958 – 13 historier om spöken och annat
- 1961 – Orgeladjunkten
- 1977 – Mina kära döda
- 1979 – Tagning: Framtid
- 1991 – Stanna alla klockor

### Noveller
- 1982 – Rymdhund – sällan. Nova science fiction nummer 4 1982

### Lyrik
- 1956 – Eftermiddagens nycklar
- 1957 – Genom många portar
- 1959 – Den långa lördagskvällen
- 1984 – Enhörningens död
- 1985 – Europa min smitta mitt hjärta
- 1987 – Den svåra vintern 86
- 1989 – Om en hård tid
- 1992 – Olwen
- 1993 – Tågapågar
- 1993 – Stormlyktans hemliga sken
- 1996 – fjärilsdalen – ett requiem
- 2001 – Paket till jorden

### Utgiven dramatik
- Hjärtstilla, eller Arton dagar ur Thomas Vasarys död. I Svenska radiopjäser 1969
- Ett annat hörn av trädgården. I Svenska radiopjäser 1984
- Kaspar Hausers fjärde dröm, radiopjäs
- Mossen. I Svenska radiopjäser 1985
- Om Harriet Löwenhjelm, radiopjäs

### Essäer, kortprosa
- 1967 – Bröderna Swahns julbord
- 1968 – Bröderna Swahns julknäck
- 1995 – Ett kök i Köpenhamn

### Barnböcker
- 1962 – Hundekattleken
- 1963 – Lill-Nisse reser till Köpenhamn
- 1962 – Lill-Nisse och äppeltjuvarna

### Ungdomsromaner
- 1957 – Indianresan
- 1960 – Biskop Hattos torn
- 1964 – Rida med Fenniman
- 1965 – Stenjätten
- 1966 – Vem har sett vår husbil?
- 1967 – Vår man i Nyhavn
- 1969 – TV-Thomas
- 1970 – Havsporten
- 1972 – Spionligan
- 1974 – Jakten på Stora sjöormen
- 1975 – Duell på månen
- 1977 – Skymningsgästerna
- 1979 – Tågluffare
- 1986 – Huset i Paris
- 1992 – Spöket på Myntgatan

### Kulturhistoria, litteraturöversikter
- 1965 – Detta Lund
- 1971 – Jacob Frese, från en finlandssvensk 1700-talsförfattares liv och dikt (akademisk avhandling)
- 1972 – Piraten, omarbetad 1992
- 1974 – 7 x framtiden
- 1988 – Sällsamheter i Karlskrona
- 1998 – Den tvinnade enheten
- 2001 – 100 års utmärkta författare

### Antologier (urval)
- 1992 – Selma Lagerlöf: Vägen mellan himmel och jord. Selma Lagerlöfs spökhistorier
- 1994 – Spökhistorier i mästarklass
- 1997 – Sällsamma berättelser i mästarklass

### Psalmer
- 1978 – "Himlen är så härligt blå"
- 1979 – "Att ta farväl på riktigt sätt"

## Översättningar (urval)
- 1973 – Stanisław Lem: Solaris (Solaris) (Bernces förlag)
- 1974 – Sven Holm: Sjuk och munter (Syg og munter) (Rabén & Sjögren)
- 1974 – Brian W. Aldiss: Drivhuset (Hothouse) (Bernce)
- 1975 – Philip K. Dick: Flöda min gråt sa polisen (Flow My Tears, the Policeman Said) (Bernce)
- 1976 – Jens August Schade: Köttslig kärlek (översatt tillsammans med Poul Borum) (FIB:s lyrikklubb)
- 1976 – Maria Kuncewiczowa: En främling (Bokád, 1976
- 1977 – Ursula K. Le Guin: Trollkarlen från Övärlden (A Wizard of Earthsea) (Rabén & Sjögren)
- 1978 – Brev från Köpenhamn: sex unga danska poeter (översatta tillsammans med Poul Borum) (FIB:s lyrikklubb)
- 1980 – Kingsley Amis: Jakes grej (Jake's Thing) (Bernce)
- 1981 – William Shakespeare: Sonetter (FIB:s lyrikklubb)
- 1981 – Bruce Chatwin: I Patagonien (In Patagonia) (Hamrelius & Stenvall)
- 1983 – Leo Perutz: Nattetid under stenbron (Nachts unter der steinernen Brücke) (Bergh)
- 1984 – Dorrit Willumsen: Marie: en roman om Madame Tussauds liv (Marie: en roman om Madame Tussauds liv) (Alba)
- 1984 – John Keats: Den okände Keats: John Keats sonetter (Bra Böcker)
- 1986 – Emily Dickinson: Mitt brev till världen (urval Sven Christer Swahn, även andra översättare) (Bra Böcker)
- 1987 – Ted Hughes: Huggo vampyrpojken och sanningens kyss (Ffangs the Vampire Bat and the Kiss of Truth) (Sjöstrand)
- 1989 – Edward Palmer Thompson: Sykaosdokumenten (The Sykaos Papers) (Författarförlaget Fischer & Rye)
- 1989 – Philip Pullman: Rubinen i dimman (The Ruby in the Smoke) (Sjöstrand)
- 1990 – Russell Hoban: Monster (Monsters) (Sjöstrand)
- 1992 – Mark Twain: Huckleberry Finns äventyr (The Adventures of Huckleberry Finn) (Niloé)
- 1994 – Omar Khayyam: Rubáiját (översättning från originalet av Akbar Golrang och Sven Christer Swahn) (Berättarförlaget)
- 1994 – Novalis: Kristenheten eller Europa ; Hymner till natten (översättning och essäer av Percival och Sven Christer Swahn) (Ellerström)
- 1996 – Inger Christensen: Fjärilsdalen: ett requiem (Sommerfugledalen) (Bonnier Alba)
- 2000 – Pia Tafdrup: Drottningporten: dikter (Dronningeporten) (Ellerström)
- 2001 – Edgar Allan Poe: Korpen och andra dikter (Ariel)

## Priser och utmärkelser
- 1960 – Boklotteriets stipendiat
- 1961 – Albert Bonniers stipendiefond för yngre och nyare författare
- 1964 – Boklotteriets stipendiat
- 1966 – Litteraturfrämjandets stipendiat
- 1992 – Astrid Lindgren-priset